# Republic Records
Republic Records er et amerikansk pladeselskab. Det blev grundlagt af Avery Lipman og Monte Lipman, som et selvstændigt mærke i 1995, og er en underafdeling af Universal Music Group (UMG). Erhvervet af UMG i 2000, var det i første omgang et aftryk af Universal/Motown Records-gruppen. Mærket blev omdøbt til Universal/Republic efter at en omlægning i 2006, og det blev re-branded som Republic Rekords i 2012.
Virksomheden har sit hovedsæde i New York. Blandt artisterne i selskabet findes Nicki Minaj, Ariana Grande, Black Sabbath, Greta Van Fleet, Black Veil Brides, Andy Black, Drake, Hailee Steinfeld, Jessie J, Lil Wayne, Lorde, Post Malone, The Weeknd, Florence and the Machine, 3 Doors Down, DNCE, Liam Payne, og (tidligere) Owl City og Colbie Caillat. Selskabet ejer country-musik datterselskab Republic Nashville, som omfatter Florida Georgia Line, The Band Perry og Eli Young Band.